# Alluaudomyia striata
Alluaudomyia striata är en tvåvingeart som beskrevs av Remm 1993. Alluaudomyia striata ingår i släktet Alluaudomyia och familjen svidknott. Inga underarter finns listade i Catalogue of Life.